# Martin (Dacota do Norte)
Martin é uma cidade localizada no estado norte-americano de Dacota do Norte, no Condado de Sheridan.

## Demografia
Segundo o censo norte-americano de 2000, a sua população era de 96 habitantes.
Em 2006, foi estimada uma população de 80, um decréscimo de 16 (-16.7%).

## Geografia
De acordo com o United States Census Bureau tem uma área de
0,2 km², dos quais 0,2 km² cobertos por terra e 0,0 km² cobertos por água. Martin localiza-se a aproximadamente 498 m acima do nível do mar.

## Localidades na vizinhança
O diagrama seguinte representa as localidades num raio de 36 km ao redor de Martin.